# Sternoptyx pseudodiaphana
Sternoptyx pseudodiaphana är en fiskart som beskrevs av Borodulina, 1977. Sternoptyx pseudodiaphana ingår i släktet Sternoptyx och familjen pärlemorfiskar. Inga underarter finns listade i Catalogue of Life.